# Oberullrichsberg
Oberullrichsberg ist eine Außensiedlung der Stadt Steinau an der Straße im Main-Kinzig-Kreis in Osthessen. Die Gehöftgruppe liegt in der Gemarkung Neustall.

## Lage
Die Siedlung liegt im Norden des Main-Kinzig-Kreises, an den südöstlichen Ausläufern des Vogelsberges. Sie ist durch die Landesstraßen L 3178 im Westen und L 3292 im Osten erschlossen sowie durch die Verbindungsstraße K 957 im Süden.

## Geschichte
1567 ist der Ort als Mollersberg erwähnt. Um 1680 war er ein adliges Eigengut, der 1684 mit Uerzell an die Fürstabtei Fulda gelangte. Ein 1730 errichteter Dreiherrenstein markierte die Grenze. 1895 sind fünf Häuser mit 34 Bewohnern nachgewiesen.